# Аносинское сельское поселение
Аносинское сельское поселение — муниципальное образование в Чемальском муниципальном районе Республики Алтай России. Административный центр — село Анос.

## География
Расположено в западной части Чемальского муниципального района.
Граничит с Узнезинским сельским поселением на севере, Чемальским — на востоке и юго-востоке, Элекмонарским — на востоке, и Шебалинским муниципальным районом — на западе и юге.

## История
Аносинское сельское поселение на территории Чемальского муниципального района было образовано в результате муниципальной реформы в 2006 году.

## Население
| 2010 | 2011 | 2012 | 2013 | 2014 | 2015 | 2016 |
| ---- | ---- | ---- | ---- | ---- | ---- | ---- |
| 709  | ↗710 | ↘674 | ↘660 | ↗664 | ↗666 | ↗671 |
| 2017 | 2018 | 2019 | 2020 | 2021 |      |      |
| ↘663 | →663 | →663 | ↘652 | ↗723 |      |      |

## Состав сельского поселения
| № | Населённый пункт | Тип населённого пункта       | Население |
| - | ---------------- | ---------------------------- | --------- |
| 1 | Анос             | село, административный центр | ↗349      |
| 2 | Аюла             | село                         | ↗295      |
| 3 | Верх-Анос        | посёлок                      | ↗27       |